# 盈徳警察署
盈徳警察署（ヨンドクけいさつしょ）は、慶北地方警察庁所管の警察署である。

## 管轄区域
- 盈徳郡

## 沿革
- 1945年10月21日 -　開署
- 1946年4月11日 - 第五管区警察庁第13警察署に変更
- ?年 - 盈徳警察署に変更

## 管轄派出所
- 盈徳派出所
- 江口派出所
- 南亭派出所
- 柄谷派出所
  - 達山派出所
  - 蒼水派出所
- 寧海派出所
- 丑山派出所

## 管轄治安センター
- 知品治安センター